# Parc d'activités de Courtabœuf

Logo de Parc d'activité de Courtabœuf.

Le Parc d'activités de Courtabœuf est un parc industriel du pôle Paris-Saclay situé à vingt-deux kilomètres au sud-ouest de Paris dans le département français de l'Essonne et la région Île-de-France, implanté sur les communes des Ulis, Villebon-sur-Yvette et Villejust.
Il accueille mille entreprises sur 450 hectares et 3 500 000 mètres carrés de locaux. Le centre de recherche européen Hewlett-Packard et le siège social de JM Bruneau y sont implantés, et il a également accueilli les sièges des sociétés Apple et Microsoft, respectivement, jusqu’en 2007 et 2009. Plus de 24 500 salariés y travaillent, et plus de 12 000 visiteurs y circulent par jour. Le parc est situé dans la partie sud du pôle scientifique et technologique Paris-Saclay. 
L'Établissement public d'aménagement Paris-Saclay est chargé de l'aménagement du parc avec la communauté d'agglomération Paris-Saclay.

## Géographie
Le parc est implanté au nord-ouest du département français de l'Essonne, dans la région Île-de-France, à vingt-deux kilomètres au sud-ouest de Paris-Notre-Dame. Situé sur le plateau éponyme qui domine les vallées de Chevreuse (où coule l'Yvette) au nord et de l'Orge au sud, il occupe quatre cent cinquante hectares répartis sur les communes de Villebon-sur-Yvette au nord, Villejust au sud et Les Ulis à l'ouest. Le parc est limitrophe des communes d'Orsay au nord-ouest et Marcoussis au sud. Il est divisé en neuf secteurs sur les trois communes, les secteurs deux, quatre, cinq et six à l'ouest sur Les Ulis, les secteurs trois, sept et le prévisionnel neuf sur Villejust et les secteurs un et huit sur Villebon-sur-Yvette.
La zone d'emploi est bordée au nord par la route nationale 188, à l'ouest par la route nationale 118 qui mène à la Porte de Saint-Cloud et prolonge la Francilienne au sud. Il est aussi traversé du nord-est au sud-ouest par l'autoroute A10, voie commune à la route européenne 5 et 50. À l'extrême sud-ouest du parc se trouve l'échangeur autoroutier entre les A10, N104 et N118. Trois échangeurs sur ces axes permettent l'accès au parc, la sortie Les Ulis-Courtabœuf sur l'A10 et les sorties Les Ulis et Courtabœuf-Mondétour sur la N118.
À proximité du parc d'activités se trouve la ligne B du RER d'Île-de-France dans la vallée de l'Yvette avec les gares de Massy-Palaiseau et Orsay-Ville. À Massy se trouve aussi la gare de Massy TGV sur la LGV Atlantique. Le tunnel de cette ligne à grande vitesse passe en partie dans le sous-sol du parc au sud-est. En outre, le parc est situé à la verticale du couloir aérien ouest de l'Aéroport de Paris-Orly situé à treize kilomètres au nord-est. Il est aussi à proximité de l'aéroport de Toussus-le-Noble, auquel s'ajoute un héliport privé sur le terrain de Bruneau. Un réseau d'autobus dessert le parc avec le réseau communal des Ulis, la ligne 91-02 du réseau de bus Essonne Sud Ouest, les lignes 2, 5, 21, 22, 23, 91-05, 91-08, DM10 et DM11 du réseau de bus Paris-Saclay et un service de transport à la demande, le « TàD Courtabœuf ».
Du nord à l'est, le parc est couronné par des espaces naturels avec le bois Persan à Orsay au nord-ouest, le bois des Gelles au nord et le bois Courtin à l'est sur Villebon-sur-Yvette. Tout le sud-est de l'espace industriel est limitrophe des vastes espaces de cultures maraîchères du Hurepoix. Au nord-est, la résidence du Bois Persan est devenue un quartier enclavé de la commune d'Orsay, uniquement accessible en traversant le parc d'activités.

## Histoire
La présence humaine sur le site est certifiée depuis le Paléolithique par la découverte sur le chantier de percement du tunnel ferroviaire de la LGV Atlantique. À partir du XVIIIe siècle, une ferme de près de deux cents hectares était installée au lieu-dit Cour à Bœuf. Ce terme provient selon différentes sources de la présence de nombreux bovins sur le site et de son utilisation pour parquer les bêtes destinées à la consommation sur le chemin des Halles de Paris au cours d'une dernière halte.
Plus tard, le 30 novembre 1960, le gouvernement Michel Debré décida de l'implantation sur le plateau d'une ZUP de dix mille logements sur le territoire d'Orsay et Bures-sur-Yvette. Ces deux communes constituèrent une société d'économie mixte et un district pour la création d'un parc industriel sur le territoire d'Orsay, puis de Villebon-sur-Yvette et Villejust.
En 1967, AtoChem fut la première entreprise à s'installer sur le nouveau parc, scellant sa création effective, suivie en 1968 par Hewlett-Packard et Varian, Heraeüs et Tektronix en 1969. Paysagé et disposant de larges avenues, le parc était organisé selon les principes en vigueur outre-Atlantique. En 1983, ce fut au tour de Microsoft d'implanter à Courtabœuf son campus européen et Ares de rejoindre les grands noms de l'informatique naissante. En 1975, les entreprises du site se groupent pour former l'Adezac, une association qui dès le début de sa création, s’est occupée particulièrement des problèmes de transport, de logement, de sécurité et d’emploi. Elle a aussi privilégié, concernant l’emploi, le développement des relations avec l’Éducation nationale en encourageant aussi bien les relations universités-entreprises que les relations avec les lycées, afin de promouvoir des formations professionnelles nécessaires à ses activités.
Au fil du temps, le parc pris de l'ampleur, de grands travaux étant organisé, l'ouverture d'Ulis 2 en 1973, le transfert total du territoire Orcéens du parc vers la nouvelle commune des Ulis en 1977, le percement de le LGV Atlantique en 1984 l'implantation du centre commercial Villebon 2 en 1988 et l'installation de la gare de Massy TGV, complété en 1994 par Le Grand Dôme. En 1999, les communes des Ulis, Villebon-sur-Yvette et Villejust se lièrent au moyen d'une convention de coopération intercommunale pour le développement de Courtabœuf. Le 17 septembre 2001, cette alliance se concrétisait avec la création de l'agence « Courtabœuf Développement », devenu au 31 décembre 2006 le Syndicat intercommunal Courtabœuf Développement. En 1990, la pépinière d'entreprises Apis Développement s'installa sur Courtabœuf.
En 2005, le parc comptait 24 500 salariés et 12 000 visiteurs par jour. En 2006, une crèche d'entreprise ouvrit sur le parc. En 2005, le parc fut intégré à l'opération d'intérêt national Massy-Palaiseau-Saclay-Versailles-Saint-Quentin-en-Yvelines, devenue en 2010 Paris-Saclay.

## Économie

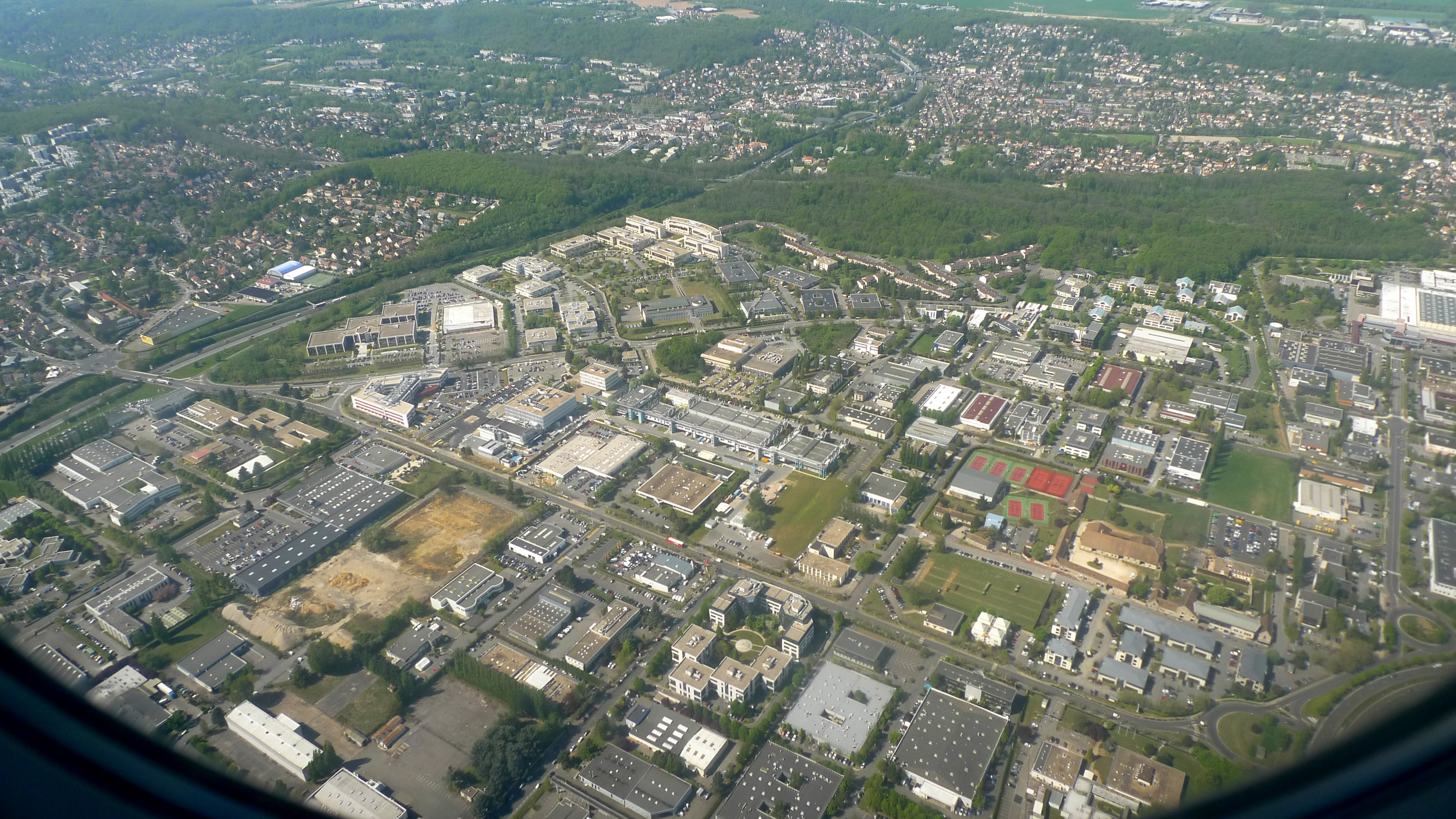
Vue d'avion du parc d'activité de Courtaboeuf, Les Ulis

La gestion du parc est entièrement assurée par la communauté d'agglomération Paris-Saclay.

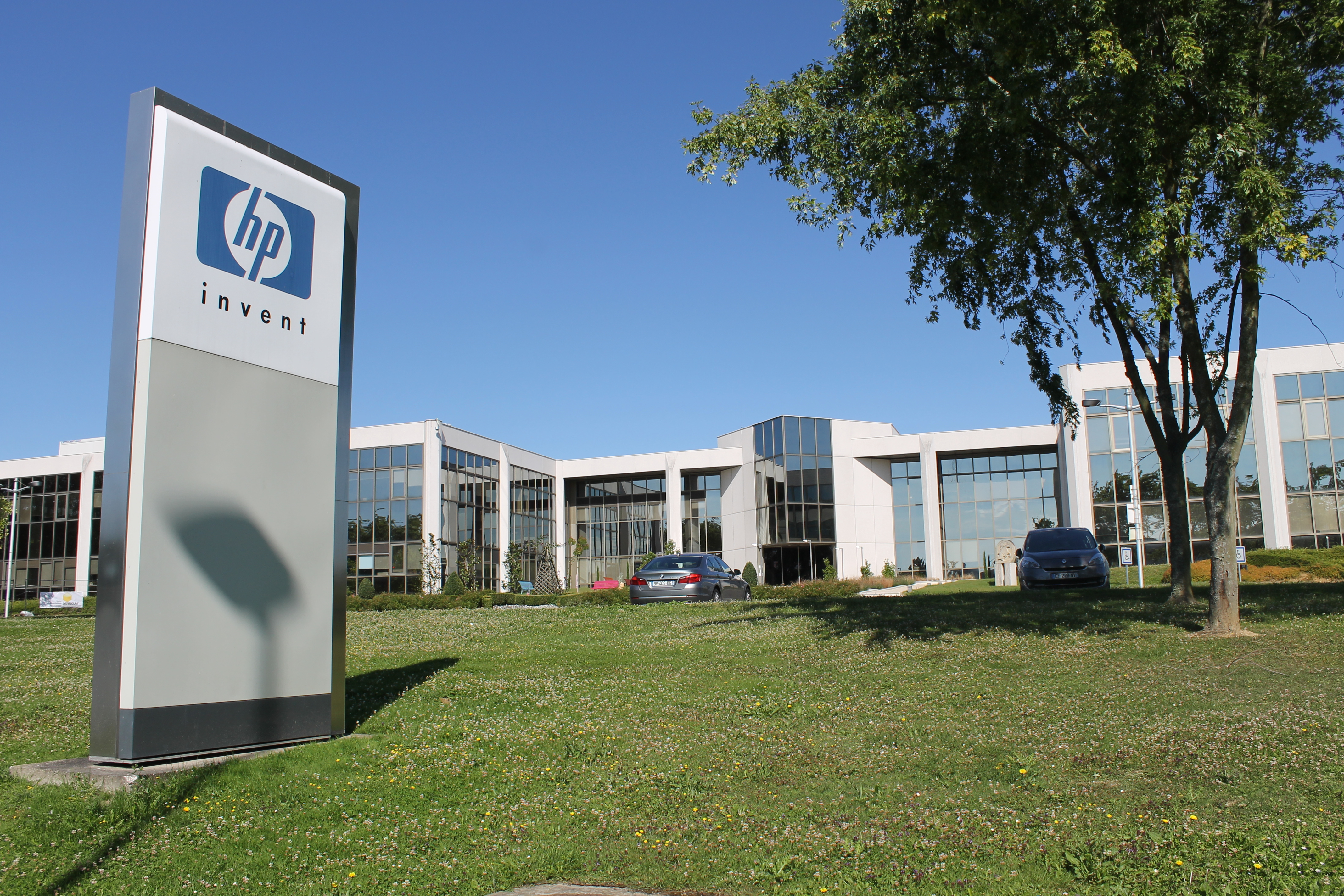
Le centre R&D de HP dans le parc d'activités de Courtaboeuf (Paris-Saclay).

Elle fixe un taux de taxe professionnelle, s'élevant en 2007 à 15,15 % pour l'ancienne communauté d'agglomération Europ'Essonne et 10,2 % pour l'ancienne communauté de communes Cœur du Hurepoix. 
Le parc est aussi intégré depuis 2005 à l'Opération d'Intérêt National Massy - Palaiseau - Saclay - Versailles - Saint-Quentin-en-Yvelines et au projet d'aménagement Paris-Saclay pour l'aménagement concerté et durable du territoire. 
Le parc est en outre attaché par l'Insee au bassin d'emploi d'Orsay qui comptait en 1999 43 909 salariés privés, dont 75 % dans le secteur tertiaire, et 64 000 emplois, le parc à lui seul rassemblant 24 500 salariés. En 2004, le taux de chômage sur la zone d'emploi s'élevait à 5,9 %, loin des 10 % relevés sur la région.
Le parc de Courtabœuf est ainsi le troisième pôle économique en importance du département, après le pôle d'Orly et le Genopole d'Évry. Par sa situation géographique, le parc est aussi intégré à la « Vallée de la Science », cœur du pôle Paris-Saclay, avec les implantations dans un rayon de dix kilomètres de l'Université Paris-Saclay à Orsay et Gif-sur-Yvette, des écoles Polytechnique et l'Institut d'optique à Palaiseau, CentraleSupélec à Gif-sur-Yvette, HEC Paris à Jouy-en-Josas, des centres de recherche du CEA à Saclay, CNRS à Gif-sur-Yvette et Orsay, de l'Onera, de Thales et Danone à Palaiseau et du Synchrotron Soleil à Saint-Aubin. Enfin, le parc est intégré à deux pôles de compétitivité, System@tic et Medicen.

### Équipements
Le parc, développé à la fin des années 1960 a été pensé sur le modèle des parcs industriels américains, avec de larges avenues et des infrastructures collectives. Sur les quatre cent cinquante hectares, trois millions et demi de mètres carrés sont bâtis. Une agence de développement et promotion économique a été mise en place, « Courtabœuf Développement ». Aujourd'hui[Quand ?], le parc est divisé en huit secteurs, le neuvième étant prévu dans les cinq années.
Sont implantés sur le parc, la caserne de pompiers des Ulis, un centre de tri postal, des agences bancaires HSBC et Société générale, quatre représentation de la médecine du travail, onze structures d'assurance et une agence Pôle Emploi. Des parcs Silic et Technopolis réunissent les entreprises par secteur d'activité. Un centre d'aide par le travail accompagne les demandeurs d'emploi handicapés. La Poste a mis en place dix-huit codes postaux selon les avenues d'adressage et six codes spécialement dédiés aux boîtes postales. Une « Maison du Don » de l'Établissement français du sang centralise la collecte sur le parc.
Un « centre de vie » regroupe certains services de proximité proposés aux salariés du parc, regroupé dans l'ancienne ferme au centre de l'espace industriel. D'autres services mutualisés sont à la disposition du public, dont une crèche interentreprise, trois restaurants interentreprises, trois hôtels interentreprises, neuf courts de tennis, un terrain de tir à l'arc et un réseau de transport interne. Le parc est en outre équipé d'un réseau à très haut débit et de bornes Wi-Fi.
La concentration de salariés a entraîné l'implantation de nombreux services, dont vingt-et-un restaurants, huit hôtels, neuf concessions automobiles.
Une pépinière d'entreprises accompagne les créateurs, Apis Développement, plus spécialement dans le secteur des hautes technologies. Elle dispose de services aux entreprises accueillies et de partenaires pour les financements ou l'organisation.
Des équipements collectifs s'ajoutent aux entreprises, Le Grand Dôme et l'émetteur de Villebon-sur-Yvette à l'est, l'incinérateur de déchets intercommunal au sud et deux châteaux d'eau au centre.

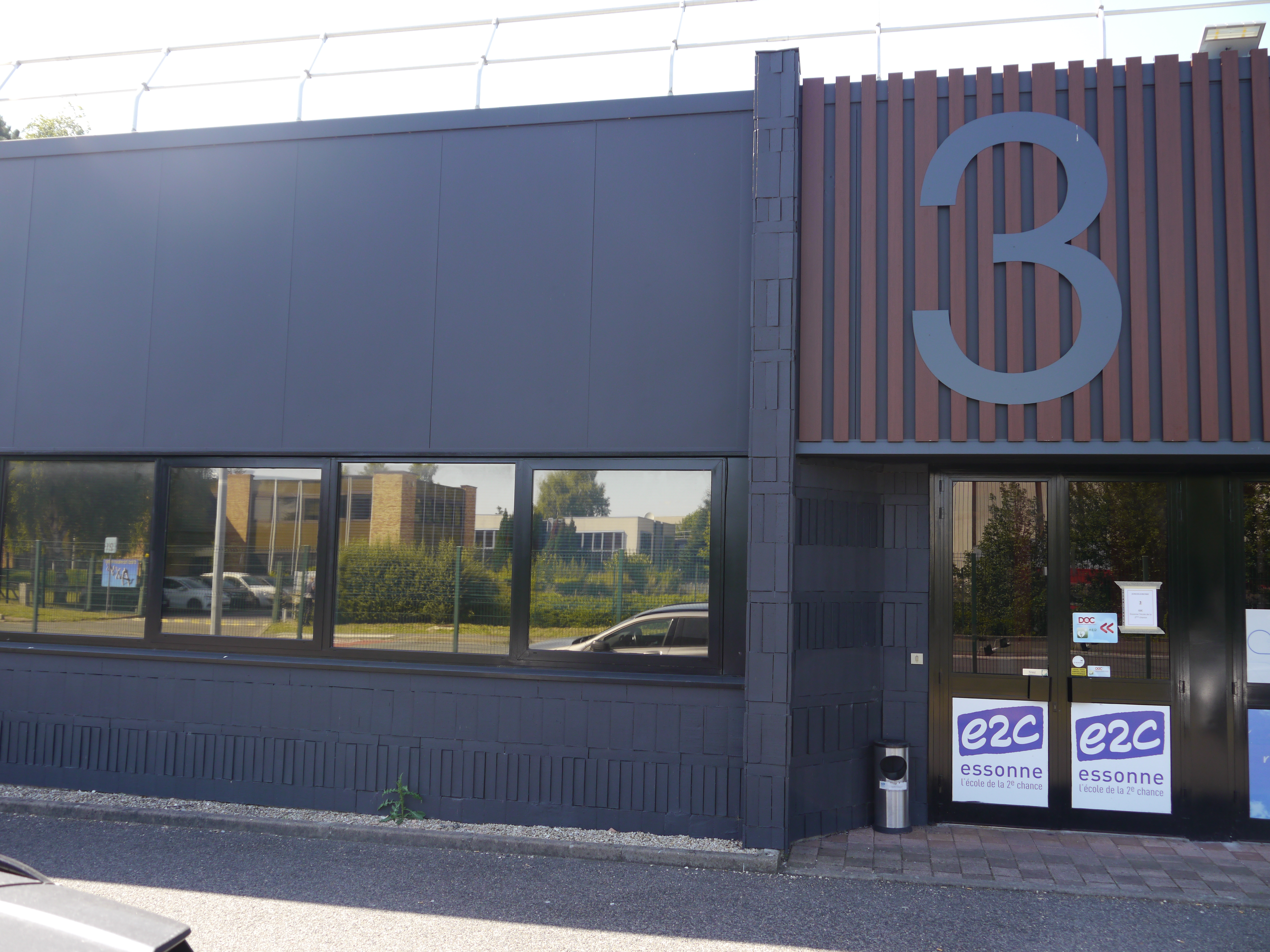
L'École de la 2e chance en Essonne dans le Parc d'activités de Courtaboeuf

Une École de la deuxième chance est implantée depuis 2009 dans la zone d’activités. Le site de Villebon sur Yvette de l’École de la 2e chance en Essonne (E2C) est le second site après celui de Ris Orangis créé en 2003. Établissement d’intérêt général[Quoi ?], l’École accueille des jeunes de moins de 26 ans ayant quitté l’école depuis au moins un an, sans diplôme, pour élaborer un projet professionnel en alternance.

### Quelques entreprises implantées

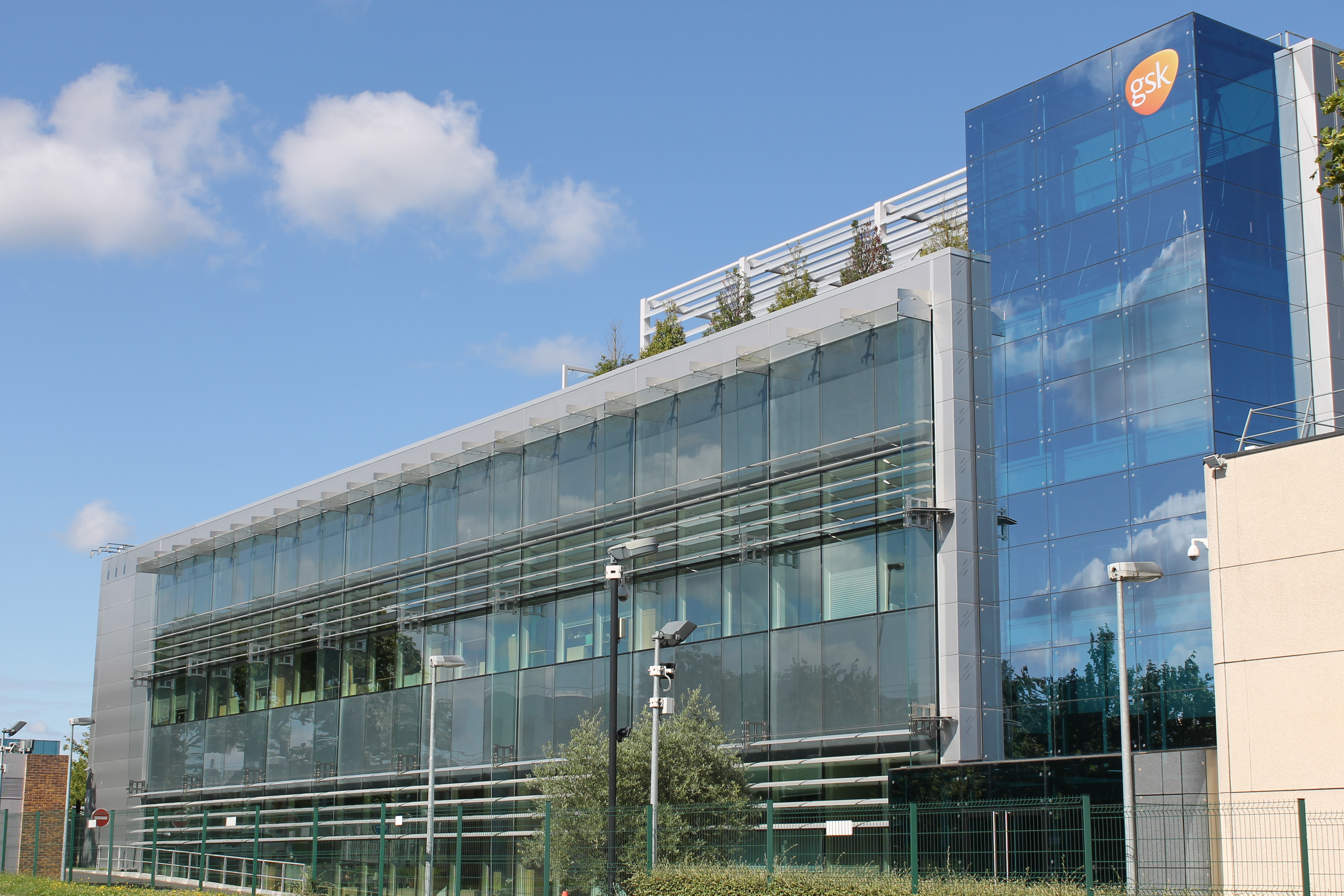
Le centre R&D de GSK dans le parc d'activités de Courtaboeuf (Paris-Saclay).

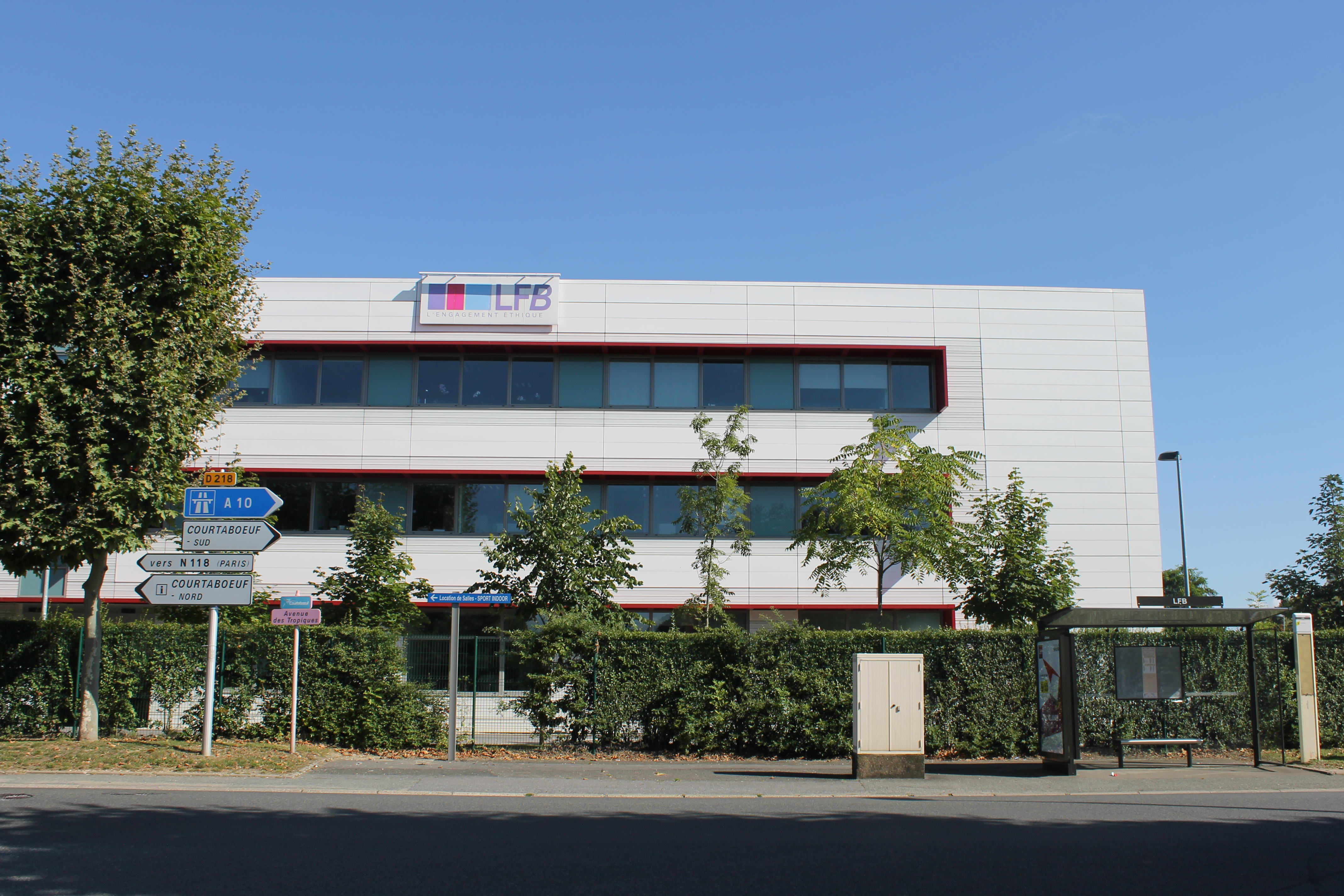
Le siège du Laboratoire français du fractionnement et des biotechnologies, dans le parc d'activités de Courtaboeuf

Parmi les grands noms installés dans le parc, on trouve :
- Hewlett-Packard, centre de compétences France avec 1 100 salariés aux Ulis,
- JM Bruneau, avec 860 salariés à Villebon-sur-Yvette,
- GlaxoSmithKline, laboratoire de recherche avec 800 salariés,
- Laboratoire LFB, avec 750 salariés aux Ulis,
- GFI Informatique, avec 500 salariés aux Ulis,
- Uniprotect Sécurité, avec 420 salariés aux Ulis,
- SFR Business Solutions, ex-Telindus France, avec 330 salariés à Villebon-sur-Yvette,
- Ansaldo STS, avec 318 salariés aux Ulis,
- MDT Vision, avec 317 salariés à Villebon-sur-Yvette,
- Exprimm'IT-ETDE, avec 282 salariés à Villebon-sur-Yvette,
- Renault Sport, avec 250 salariés aux Ulis,
- Christian Bernard Diffusion, avec 250 salariés à Villebon-sur-Yvette,
- Castolin, avec 240 salariés à Villebon-sur-Yvette,
- Carrefour Marchandises Internationales, avec 225 salariés aux Ulis,
- Ipsen, avec 172 salariés aux Ulis,
- Otto Bock France (matériel médical), avec 135 salariés aux Ulis,
- Safran Data Systems, ex-Zodiac Aerospace, avec 300 salariés aux Ulis

### Impact environnemental
Malgré la proximité de transports en commun, l'accès final au parc d'activité ne peut se faire que par la route, avec seulement quatre entrées, au nord-ouest par la route nationale 118, au sud-ouest par la branche commune à la RN 118 et la francilienne, au centre par l'autoroute A10 et à l'est par la RD 118 au Grand Dôme. De fait, avec vingt cinq mille salariés et douze mille visiteurs quotidiens, ces accès sont saturés en heure de pointe, entraînant des encombrements importants.
En outre, le parc a été édifié sur ce qui était dans les années 1960 un vaste plateau de culture céréalière et maraîchère dont ne subsiste qu'un tiers aujourd'hui.
Enfin, différents sites industriels sont référencés sur le répertoire français des émissions polluantes, dont l'incinérateur intercommunal de Villejust pour ses rejets de dioxyde de carbone, oxyde d'azote et acide fluorhydrique, le LFB pour ses rejets de déchets contenant des matières dangereuses et ses prélèvements de 111 000 mètres cubes d'eau potable en 2004, Systronic pour ses prélèvements de 8 490 mètres cubes d'eau potable en 2005.

## Courses
Des courses à pied sont organisées au parc d'activité, par exemple les « Foulées de Courtabœuf » depuis 1997,ou un « Business Speed Meeting » entre entrepreneurs depuis 2015[réf. souhaitée].

## Pour approfondir